# Roadrunner Records Demo
The Roadrunner Records Demo е направено от Слипнот през 1998 г. Състои се от няколко песни включително Interloper и Despise, които освен в това демо могат да бъдат открити и в диждипака на едноименния албум. Излезли са съвсем малко броики и практически това демо вече е неоткриваемо.

## Списък на песните в демото
- 1 Spit It Out
- 2 Wait and Bleed
- 3 Snap
- 4 Interloper
- 5 Despise